# 東京記念
東京記念（とうきょうきねん）は、特別区競馬組合が大井競馬場ダート2400mで施行する地方競馬の重賞競走（SII）である。
副賞は、特別区競馬組合管理者賞（2024年）。

## 概要
1964年（昭和39年）に開催された東京オリンピックを記念して創設された競走である。1977年までは「東京オリンピック記念」という競走名で施行された。近年、重賞競走における距離短縮化の傾向がある中、第1回から一貫して同一距離で施行されている。現在はスポーツ報知が協賛杯を提供しているため、「報知盃 東京記念」と表記される。
2018年からはSI競走に格上げされ、負担重量が別定から定量に変更された。
現在、大井競馬場で開催される競走の中では金盃（SII・ダート2600m）に次いで距離の長い競走となっている。かつてはジャパンカップの地方所属の出走馬を選定する競走であった。近年ではJBC指定競走となり、優勝馬はJBCクラシックの出走馬を決める選定の対象馬としてノミネートされる。2013年からは全国地方競馬交流競走として施行される。2024年からはSII競走に格下げとなり、負担重量も定量から別定に変更予定。

### 条件・賞金等（2024年）
出走資格
サラブレッド系3歳以上、南関東所属
- 東京記念トライアル1着及び2着馬に優先出走権がある。

負担重量
別定。牡馬56kg、牝馬54kg、3歳馬1kg減、3歳牝馬2kg減（南半球産の3歳3kg減）。
令和4年9月5日から令和6年9月6日までのGI・JpnIの1着馬は3kg、GII・JpnII競走及び南関東SI競走の1着馬は2kg、GIII・JpnIII競走及び南関東SII競走は1kg加増する。（2歳・3歳の限定競走の成績を除く）
賞金額
1着3000万円、2着1050万円、3着600万円、4着300万円、5着150万円、着外手当20万円。
優先出走権付与
本競走の1着から5着の馬に埼玉新聞栄冠賞への優先出走権が与えられる。

## 歴代優勝馬
| 回数   | 年月日         | 優勝馬             | 性齢 | 所属 | タイム | 優勝騎手   | 管理調教師   | 馬主                     |
| ------ | -------------- | ------------------ | ---- | ---- | ------ | ---------- | ------------ | ------------------------ |
| 第1回  | 1964年10月9日  | ロイヤルナイト     | 牡3  | 川崎 | 2:32.5 | 宮下紀英   | 小笠原円之助 | 鈴木邦枝                 |
| 第2回  | 1965年10月14日 | オーシヤチ         | 牡5  | 大井 | 2:32.5 | 岡部盛雄   | 栗田金吾     | 栗田ふさ                 |
| 第3回  | 1966年10月1日  | ソロナオー         | 牡5  | 大井 | 2:33.8 | 若林啓三   | 小池滋       | 寺内倉蔵                 |
| 第4回  | 1967年10月5日  | トヨカメオー       | 牡4  | 大井 | 2:33.0 | 赤間清松   | 矢作和人     | 任徳宰                   |
| 第5回  | 1968年10月24日 | ウエルスシヨウ     | 牡4  | 大井 | 2:33.3 | 高橋三郎   | 遠間波満行   | 富田ソヨ                 |
| 第6回  | 1969年11月1日  | ヤシマナシヨナル   | 牡5  | 大井 | 2:31.2 | 福永二三雄 | 中野要       | 藤観興業（有）           |
| 第7回  | 1970年10月22日 | ダイニキヨクトー   | 牡5  | 大井 | 2:31.5 | 溝辺正     | 長尾潔       | 蒲生牧子                 |
| 第8回  | 1971年11月15日 | カヤヌマタイム     | 牡4  | 大井 | 2:32.0 | 渥美忠男   | 寺田時次郎   | 萱沼清治                 |
| 第9回  | 1972年11月13日 | サチヒビキ         | 牡4  | 大井 | 2:31.8 | 福永二三雄 | 田中利衛     | 川崎不動産（株）         |
| 第10回 | 1973年11月29日 | クラフトケルン     | 牡4  | 大井 | 2:33.1 | 赤間清松   | 遠間波満行   | 八山茂治                 |
| 第11回 | 1974年11月11日 | トドロキムサシ     | 牡3  | 大井 | 2:31.9 | 岡部盛雄   | 岡部猛       | 町田圭三                 |
| 第12回 | 1975年10月31日 | インターヒリユウ   | 牡4  | 大井 | 2:32.0 | 福永二三雄 | 太田進       | 藤観興業（有）           |
| 第13回 | 1976年10月18日 | アイアンボーイ     | 牡5  | 大井 | 2:31.6 | 福永二三雄 | 矢作和人     | 吉原貞敏                 |
| 第14回 | 1977年10月31日 | ローズジヤツク     | 牡4  | 大井 | 2:29.8 | 松浦備     | 荒居喜美夫   | 阪本栄                   |
| 第15回 | 1978年10月17日 | ハツシバオー       | 牡3  | 大井 | 2:31.2 | 宮浦正行   | 大山末治     | 佐久間有寿               |
| 第16回 | 1979年10月29日 | タイガームサシ     | 牡4  | 大井 | 2:32.4 | 佐々木忠昭 | 菊池千秋     | 石川虎雄                 |
| 第17回 | 1980年10月21日 | パワープライド     | 牡4  | 大井 | 2:32.7 | 高橋三郎   | 田中康弘     | 古市守                   |
| 第18回 | 1981年10月29日 | トドロキエイカン   | 牡4  | 大井 | 2:30.8 | 岡部盛雄   | 岡部猛       | 町田圭三                 |
| 第19回 | 1982年11月5日  | トラストホーク     | 牡4  | 大井 | 2:31.6 | 的場文男   | 武智一夫     | 菅波満                   |
| 第20回 | 1983年11月1日  | カネデントーシヨー | 牡6  | 大井 | 2:31.3 | 桑島孝春   | 小筆昌       | 村山義一                 |
| 第21回 | 1984年10月31日 | チユウオーリーガル | 牡4  | 大井 | 2:32.5 | 佐々木洋一 | 田村勝男     | （有）中央牧場           |
| 第22回 | 1985年10月31日 | ロツキータイガー   | 牡4  | 船橋 | 2:33.9 | 桑島孝春   | 泉孝         | 児玉孝                   |
| 第23回 | 1986年10月21日 | トムカウント       | 牡7  | 船橋 | 2:36.2 | 石崎隆之   | 江川秀三     | 藤田松己                 |
| 第24回 | 1987年11月1日  | シナノジヨージ     | 牡4  | 大井 | 2:37.0 | 的場文男   | 松浦備       | 品田良實                 |
| 第25回 | 1988年11月2日  | ダツシユホウシヨウ | 牡5  | 大井 | 2:35.9 | 石崎隆之   | 庄子連兵     | 松田豊                   |
| 第26回 | 1989年11月1日  | スーパーミスト     | 牡6  | 大井 | 2:38.4 | 堀千亜樹   | 渥美忠男     | （有）鳥海商事           |
| 第27回 | 1990年11月2日  | チヤンピオンスター | 牡6  | 大井 | 2:34.3 | 高橋三郎   | 飯野貞次     | 坪野谷純子               |
| 第28回 | 1991年11月19日 | ダイコウガルダン   | 牡6  | 大井 | 2:32.1 | 早田秀治   | 高岩隆       | 熊久保勅夫               |
| 第29回 | 1992年11月12日 | ドラールオウカン   | 牝4  | 大井 | 2:34.5 | 内田博幸   | 赤間清松     | 布施光章                 |
| 第30回 | 1993年11月3日  | ホワイトシルバー   | 牝5  | 大井 | 2:34.2 | 荒山勝徳   | 荒山徳一     | 若狭五郎                 |
| 第31回 | 1994年11月29日 | ガンガディーン     | 牡4  | 川崎 | 2:35.1 | 的場文男   | 安池保       | 藤谷一雄                 |
| 第32回 | 1995年11月29日 | ヨシノキング       | 牡5  | 大井 | 2:35.4 | 的場文男   | 赤間清松     | 佐橋五十雄               |
| 第33回 | 1996年11月18日 | テツノセンゴクオー | 牡4  | 大井 | 2:35.4 | 高橋三郎   | 大山一男     | （株）勝俣工務店         |
| 第34回 | 1997年11月19日 | マキバサイレント   | 牝5  | 船橋 | 2:37.6 | 石崎隆之   | 北川亮       | 新田知也                 |
| 第35回 | 1998年11月12日 | コンサートボーイ   | 牡5  | 大井 | 2:35.1 | 的場文男   | 栗田繁       | 森杉茂                   |
| 第36回 | 1999年11月3日  | マキバスナイパー   | 牡4  | 船橋 | 2:36.3 | 左海誠二   | 北川亮       | 新田知也                 |
| 第37回 | 2000年11月16日 | イナリコンコルド   | 牡5  | 大井 | 2:34.5 | 内田博幸   | 福永二三雄   | 保手濱忠弘               |
| 第38回 | 2001年9月25日  | マキバスナイパー   | 牡6  | 船橋 | 2:35.2 | 左海誠二   | 岡林光浩     | 新田知也                 |
| 第39回 | 2002年11月21日 | オンユアマーク     | 牝4  | 大井 | 2:35.9 | 鷹見浩     | 福永二三雄   | （有）ライオンズ         |
| 第40回 | 2003年9月3日   | ネームヴァリュー   | 牝5  | 船橋 | 2:33.7 | 石崎隆之   | 川島正行     | （有）飛野牧場           |
| 第41回 | 2004年9月3日   | シャコーオープン   | 牡4  | 大井 | 2:33.7 | 的場文男   | 蛯名末五郎   | （株）シャコー           |
| 第42回 | 2005年10月6日  | ボンネビルレコード | 牡3  | 大井 | 2:33.3 | 的場文男   | 庄子連兵     | 塩田清                   |
| 第43回 | 2006年10月5日  | マズルブラスト     | 牡4  | 船橋 | 2:34.0 | 今野忠成   | 川島正行     | 吉田照哉                 |
| 第44回 | 2007年10月4日  | ウエノマルクン     | 牡8  | 大井 | 2:35.0 | 鈴木啓之   | 松浦裕之     | 大東正由                 |
| 第45回 | 2008年10月9日  | ルースリンド       | 牡7  | 船橋 | 2:40.5 | 内田博幸   | 矢野義幸     | 金子光男                 |
| 第46回 | 2009年10月1日  | ルースリンド       | 牡8  | 船橋 | 2:37.5 | 内田博幸   | 矢野義幸     | 金子光男                 |
| 第47回 | 2010年10月7日  | セレン             | 牡5  | 船橋 | 2:33.0 | 石崎駿     | 佐藤賢二     | 山口圭子                 |
| 第48回 | 2011年9月14日  | テラザクラウド     | 牡4  | 大井 | 2:33.2 | 今野忠成   | 荒山勝徳     | 海野修太郎               |
| 第49回 | 2012年9月19日  | スマートインパルス | 牡5  | 大井 | 2:35.4 | 御神本訓史 | 三坂盛雄     | 大川徹                   |
| 第50回 | 2013年9月18日  | プレティオラス     | 牡4  | 大井 | 2:36.2 | 本橋孝太   | 森下淳平     | 伊達泰明                 |
| 第51回 | 2014年9月15日  | ユーロビート       | 騸5  | 大井 | 2:33.4 | 真島大輔   | 渡邉和雄     | 吉田和美                 |
| 第52回 | 2015年9月16日  | プレティオラス     | 牡6  | 大井 | 2:34.5 | 本橋孝太   | 森下淳平     | 伊達泰明                 |
| 第53回 | 2016年10月12日 | ユーロビート       | 騸7  | 大井 | 2:38.9 | 吉原寛人   | 渡邉和雄     | 吉田和美                 |
| 第54回 | 2017年9月13日  | サブノクロヒョウ   | 牡4  | 大井 | 2:36.4 | 和田譲治   | 阪本一栄     | 中川三郎                 |
| 第55回 | 2018年9月19日  | シュテルングランツ | 牡7  | 浦和 | 2:36.5 | 的場文男   | 小久保智     | 酒井孝敏                 |
| 第56回 | 2019年9月18日  | ストライクイーグル | 牡6  | 大井 | 2:36.2 | 吉原寛人   | 藤田輝信     | （有）キャロットファーム |
| 第57回 | 2020年9月9日   | サウンドトゥルー   | 騸10 | 船橋 | 2:33.8 | 森泰斗     | 佐藤裕太     | 山田弘                   |
| 第58回 | 2021年9月8日   | フレッチャビアンカ | 牡4  | 船橋 | 2:37.0 | 御神本訓史 | 川島正一     | 大久保和夫               |
| 第59回 | 2022年9月7日   | ランリョウオー     | 牡4  | 浦和 | 2:35.3 | 本橋孝太   | 小久保智     | 糸井政三                 |
| 第60回 | 2023年9月6日   | セイカメテオポリス | 牡5  | 大井 | 2:34.0 | 吉原寛人   | 渡邉和雄     | 星加浩一                 |
| 第61回 | 2024年9月12日  | ナッジ             | 牡5  | 大井 | 2:37.6 | 矢野貴之   | 佐野謙二     | 和田博美                 |

## 他地区所属馬の成績
| 回次             | 馬名               | 所属   | 着順 |
| ---------------- | ------------------ | ------ | ---- |
| 第50回（2013年） | イーサンジャンパー | 盛岡   | 10着 |
| 第51回（2014年） | マイネルリボーン   | 金沢   | 7着  |
| 第53回（2016年） | ミッキーヘネシー   | 高知   | 7着  |
| 第54回（2017年） | カツゲキキトキト   | 名古屋 | 2着  |
|                  | ドラゴンエアル     | 北海道 | 7着  |
|                  | グルームアイランド | 金沢   | 12着 |
| 第55回（2018年） | カツゲキキトキト   | 名古屋 | 2着  |
|                  | ステージインパクト | 北海道 | 8着  |
|                  | マイネルリボーン   | 金沢   | 9着  |
|                  | ストロングサウザー | 盛岡   | 15着 |
|                  | チェダー           | 笠松   | 16着 |

第50回より地方全国交流。第52回、第56回～第60回は他地区所属馬の出走なし。

### 各回結果の出典
- 南関東4競馬場公式「東京記念競走優勝馬 」https://www.nankankeiba.com/win_uma/32.do